# Ford Premier Automotive Group
 (août 2019).
Si vous disposez d'ouvrages ou d'articles de référence ou si vous connaissez des sites web de qualité traitant du thème abordé ici, merci de compléter l'article en donnant les références utiles à sa vérifiabilité et en les liant à la section « Notes et références ».
Cet article concerne la division du groupe Ford. Pour le constructeur automobile, voir Ford Motor Company.
Ford Premier Automotive Group était une division de la société américaine Ford Motor Company active entre 1999 et 2010. Elle a été fondée en 1999 pour superviser les activités commerciales des marques automobiles haut de gamme de Ford. Le siège social de la division Premier Automotive Group était basé à Irvine en Californie.

## Histoire
Le groupe Premier Automotive a été formé en 1999 par Jacques Nasser, quand celui-ci était président de Ford. Le premier automotive groupe était composé des marques Aston Martin, Jaguar, Land Rover, Lincoln, Mercury et Volvo. 
En 2000, le groupe Ford rachète Land Rover à BMW.
En 2002, Ford retire les marques Lincoln et Mercury du Premier Automotive Group.
En 2006, Alan Mullaly succède à Jacques Nasser à la présidence de Ford et annonce que le Premier Automotive Group doit être démantelé l'année suivante à partir de la vente d'Aston Martin. 
En 2007, Aston Martin est revendue à Prodrive.
En 2008, Jaguar et Land Rover sont cédées à Tata Motors. À la suite de ce rachat, le constructeur indien les intègre dans Jaguar Land Rover.
En 2010, le groupe Premier Automotive disparaît à la suite de la vente de Volvo au constructeur chinois Geely.